# Rogoźnica
Rogoźnica este o arie protejată (sit de importanță comunitară — SCI) din Polonia întinsă pe o suprafață de 153,23 ha, integral pe uscat.

## Localizare
Centrul sitului Rogoźnica este situat la coordonatele 52°06′02″N 21°56′16″E / 52.1005°N 21.9378°E.

## Înființare
Situl Rogoźnica a fost declarat sit de importanță comunitară în octombrie 2009 pentru a proteja 3 specii de animale.

## Biodiversitate
Situată în ecoregiunea continentală, aria protejată conține 3 habitate naturale: Mlaștini turboase de tranziție și turbării mișcătoare, Mlaștini împădurite, Păduri aluvionare cu Alnus glutinosa și Fraxinus excelsior (Alno-Padion, Alnion incanae, Salicion albae).
La baza desemnării sitului se află mai multe specii protejate:
- amfibieni (1): buhai de baltă cu burta roșie (Bombina bombina)
- mamifere (2): castor (Castor fiber), vidră de râu (Lutra lutra)